# هومنتمن بيروت (كرة سلة)
هومنتمن نادي كرة السلة بيروت ( (بالعربية: نادي الهومنتمن) (بالأرمنية: Հայ Մարմնակրթական Ընդհանուր Միութիւն (ՀՄԸՄ))‏ يقف ل "الأرمن الاتحاد الرياضي العام والكشافة") هو قسم كرة السلة من هومنتمن ، و اللبناني - الأرمني متعددة الرياضية نادي مقرها في بيروت . تأسس النادي عام 1924 في بيروت، وهو جزء من جمعية هومنتمن العالمية للأرمن. يُعرف نادي هومنتمن لكرة السلة أيضًا باسم هومنتمن ، وهو فريق كرة السلة المحترف في نادي هومنتمن متعدد الاختصاصات في بيروت .
تأسس فريق كرة السلة في عام 1924 وهو واحد من الأقدم في الدوري وفاز بأول بطولة دوري لبناني في عام 2018 ، مع المدرب جو موجيس في نهائي ملحمي ضد نادي الرياضي.
لدى هومنتمن Beirut برنامج طويل الأمد لكرة السلة في دوري كرة السلة اللبناني للرجال والنساء، وكان أحد رواد الرياضة منذ يوم تأسيسها في عام 1918
من بين أفضل اللاعبين المشهورين الذين لعبوا مع النادي على مر السنين هم: جوستين جراي ، ديون ديكسون ، تيرينس ليذر، جو فوغل ، رشاد مكنتس ، فادي الخطيب، أحمد إبراهيم ، إسماعيل أحمد، هوفيسب لوتكجيان، ريموند كارفاث، يعقوبة تور، سامي يون، باسم بلع، مايكل فريزر ، كيفين جالواي ، جو غاتاس، ديواين جاكسون، أتر ماجوك ، نورفيل بيلي، نديم سويد، سام طومسون، جوستين تابس ، مايك تايلور ، نيت روبنسون ، كريس جونسون.

## برنامج كرة السلة للرجال
في عام 1924 ، تم تشكيل فريق كرة السلة هومنتمن .

## التاريخ

### 2003-2013 الفرقة الثانية سنوات
في عام 2003 ، هبط هومنتمن من الدرجة الأولى لكرة السلة اللبنانية. لعب النادي لأول مرة في التاريخ في دوري كرة السلة اللبناني الثاني. بعد اللعب لموسم واحد في دوري الدرجة الثانية، تأهل النادي إلى دوري الدرجة الأولى عام 2004 لكنه لم يتمكن من اللعب بسبب الأزمة المالية. لسنوات، قاتل النادي من أجل الحصول على مكان في التصفيات من القسم الثاني ولكن انتهى به الأمر. في عام 2012 ، وصل هومنتمن إلى الدور نصف النهائي من التصفيات لكنه خسر هذه السلسلة.
في عام 2013 ، أصبح هومنتمن بطل دوري الدرجة الثانية وحصل على تأهل إلى دوري كرة السلة اللبناني الأول

### العودة إلى القسم الأول
أنهى فريق هومنتمن انتظارًا مدته 10 أعوام للترقي إلى دوري الدرجة الأولى اللبناني لكرة السلة، حيث حققوا السلسلة النهائية بشكل مريح 3-0 بعد انتصار 58-51 على التضامن زوك.
سيلعب الفريق الأرمني في دوري الدرجة الأولى للمرة الأولى منذ موسم 2004-2005. وكان هومنتمن بالفعل، في فريقهم، العديد من اللاعبين الذين اعتادوا على القسم العلوي. أحد هؤلاء اللاعبين كان غاتاس، الذي لعب لساجيس لمدة ثماني سنوات، وكذلك تشامفيل.
2013-2014
مع بداية موسم 2013-2014 ، وقع هومنتمن على Terrence Leather ، و Justin Gray ، و H a y g G y o k c h y a n ، وحتى اللاعب المخضرم Joe V o g e l. تم تعيين هومنتمن والشاب المفضل سيفاج K e t e n d j i a n قائد الفريق.
بدأ الموسم بسوء مع فوزين فقط من أصل 6 مباريات، مما دفع هومينيتن إلى طرد مدربه الصربي نيناد كرزيتش، وإطلاق سراح جوستين جراي من الفريق وتعاقد مع الطيار الأمريكي ديون ديكسون والمدرب البوسني آلان أباز الذي قاد الفريق إلى الأول تقسيم العام السابق. تحت قيادة أباز، وجد الفريق شكله الفائز برقم قياسي 8-1 ودون أن يخسر أي مباراة على أرضه، حيث هزم بطل الدوري الرياضي 70-63 على أرضه وفاز على ساجيس 68-63. أنهى النادي الموسم العادي السادس وواجه عمشيت في التصفيات. انتهت السلسلة 3-0 لعمشيت.
قبل بداية موسم 2014-2015 وبسبب مشاكل مع لجنة كرة السلة ومع الرئيس غي مانوكيان، شكلت اللجنة المركزية لفريق هومنتمن لجنة جديدة لكرة السلة، وقع الفريق مايك فريزر، وجيمي سالم، وماتيو ديب، ولاعب كرة السلة السابق رشاد مكانتس بتوجيه من المدرب جو موجيس، مع قائد الفريق سيفاج كيتينجيان.
أنهى هومنتمن الموسم العادي السابع وواجه صعب في التصفيات. خلال التصفيات، قام هومنتمن بإعادة توقيع ديون ديكسون وإطلاق سراح رشاد مكانتس. فاز ساجيس بالمجموعة 3-1 بفوزه بنقطة واحدة في المباراة الأخيرة.
كان موسم 2014-2015 مروعًا لعائلة هومنتمن بسبب النتائج السيئة. قامت لجنة هومنتمن المركزية بحل لجنة كرة السلة المعينة حديثًا وإعادة تكليف لجنة كرة السلة السابقة برئاسة الرئيس غي مانوكيان .
2015-2016
قبل بداية موسم 2015-2016 ، وقع هومنتمن بلال طبارة، نديم سويد، بديع سويد، دوين جاكسون، جوستين تابس، نورفيل بيل، وحتى إضافة النجم اللبناني أحمد إبراهيم. بقي سيفاج كيتنجيان كابتن الفريق للسنة الثالثة على التوالي. بدأ هومنتمن الدوري بفوزه 3-0 على تشامفيل وبيبلوس ولويز لكنه خسر أمام الرياضي. كان فريق هومنتمن قد خسر 2-0 أمام الأطواق في دور الثمانية حيث قاموا بطرد جوستين تابس والتعاقد مع Kevin Galloway. تمكنوا من الفوز في سلسلة 2-3. لقد وصلوا إلى هدفهم وتأهلوا إلى الدور نصف النهائي لأول مرة في تاريخ L B L ، ولكن خرجوا من الدور نصف النهائي من قبل نادي الرياضي 2-4.
هومنتمن كما لعب كأس لبنان في ذلك العام وخرجت بعد هزيمتها في الدور نصف النهائي ضد التضامن Z o u k
2016-2017
قبل بداية موسم 2016-2017 ، وقع فريق هومنتمن على نديم حاوي، كرم مشرف، إيلي شمعون، نديم سويد، باولو بيدكيان، دانييل بغداديان، سيمون أوهانيان، حايك جيوكشيان، واللاعب اللبناني الأعلى فادي الخطيب، مع الأجانب الثلاثة ديوين جاكسون آتر ماجوك وكيفن جالواي. وعين جو موجيس كمدرب رئيسي مع سيباج كيتينجيان كابتن الفريق المتبقي. أنهى فريق هومنتمن المركز الأول في الدوري برصيد 17 فوزًا وخسارة واحدة وتوجيه الجولة الثانية برصيد 6 انتصارات. للعام الرابع على التوالي دخل هومنتمن في التصفيات، وفاز 3-0 على C h a m p v i l l e SC ، وذهب هومنتمن إلى الدور نصف النهائي من التصفيات ضد M o u t t a h e d ، انتهت السلسلة 3-1. في النهائيات، واجه فريق هومنتمن الرياضي وخسروا 2-4. بعد قيادته لسلسلة 2-0 عندما أصيب لاعبه الرئيسي فادي الخطيب.
2017-2018
في موسم 2017-2018 ، بدأ هومنتمن الموسم بالتعاقد مع نجم الدوري الاميركي للمحترفين سام يونغ ووالتر هودج والنجم التونسي مكرم بن رمضان، بالإضافة إلى كريم زينون والمحارب المصري إسماعيل أحمد عبد المنعم وإطلاق سراح نديم سويد وفادي الخطيب.
فاز هومنتمن ببطولة هنري شلهوب في 1 أكتوبر، 2017 والتي استضافها نادي الدرجة الأولى بيروت الذي تم ترقيته حديثًا بالفوز 58-50.
فاز هومنتمن ببطولة الأندية العربية ضد ASS Sale 99-98 في ملعب مكتظ بأكثر من 6000 معجب
فاز هومنتمن بالكأس اللبناني بفوزه على الرياضي 77-70 ، في 2 مايو 2018.
أنهى هومنتمن الموسم العادي برصيد 21-5 وتأمين ميزة المحكمة المنزلية. اكتسحت المجموعة 3-0 أمام لويزي وواجهت ساجيس في الدور نصف النهائي من التصفيات. سحق فريق هومنتمن ساجيس 4-0 وذهب لمواجهة الرياضي في النهائيات.
منذ فترة طويلة يحكم النادي اللبناني لكرة السلة (L B L) الناديين - الصاج والرياضي. لكن هذه المرة، كان فريق هومنتمن بيروت BC هو الذي صعد إلى القمة وحصل على لقب الدوري اللبناني الأول لكرة السلة في تاريخ النادي. في سلسلة من سبع مباريات متوترة قطعت مسافة طويلة، ساد هومنتمن في المباراة النهائية، 74-59. صعد اللاعبون الأجانب سام يونج ووالتر هودج ومكرم بن رمضان على فريق هومنتمن حيث تمكنوا من السيطرة على عرش نادي الرياضي لمدة أربع سنوات على عرش إل بي إل بينما ينتقمون من هزيمة نهائيات كأس العالم أمام نفس الفريق في العام السابق.
توج فريق هومنتمن ببطولة دوري كرة السلة اللبناني لعام 2017-2018
إحتل فريق نادي هوننتمن بيروت المركز الثالث ضمن بطولة لبنان SNIPS CHIPS للدرجة الأولى رجال لموسم 2023 -  2024.

## حلبة
ملعب هومنتمن في المنزل منذ فترة طويلة هو ملعب طنجوكيان في مزهير، أنطلياس. تم الانتهاء من بناء الموقع في عام 2000. يُعتبر الملعب، الملقب بـ Orange Hell ، أحد أصعب الملاعب في الدوري بسبب أنصار هومنتمن . تبلغ سعة المقاعد 600 ، ومع ذلك يمكن للساحة استيعاب ما يصل إلى 800 أقصى عند الوقوف.

## أنصار
يمتلك الفريق واحدة من أفضل قواعد المعجبين في لبنان ولديه أنصار في جميع أنحاء العالم

### مخطط عمق
| نقاط البيع. | ابتداء من 5    | مقعد 1          | مقعد 2          |  |  |
| ----------- | -------------- | --------------- | --------------- |  |  |
| C           | كريس جونسون    |                 |                 |  |  |
| PF          | جيرارد حديديان | باتريك بو عبود ‏ | مروان زيادة     |  |  |
| SF          | إيلي رستم      | مايكل ايفيفيرها | فارانت كيلدجيان |  |  |
| SG          | إيلي ستيفان    | كريم زينون      |                 |  |  |
| PG          | والتر هودج     | سيفاج كيتنجيان  | باولو بيدكيان   |  |  |

## الإنجازات
- دوري كرة السلة اللبناني (1) :

2017-2018
- فائز بكأس لبنان (1) :

2018
- كرة السلة اللبنانية، القسم الثاني (2) :

2003-2004 ، 2012-2013
- بطولة حسام الدين الحريري (1) :

2016
- بطولة هنري شلهوب (1) :

2017
- بطولة الأندية العربية (1) :

2017

## الرعاية ومجموعة المصنعين
| Period    | Kit sponsors |
| --------- | --- |
| –2013     | No Sponsors |
| 2013–2014 | سياه بيشة (تشلاو) |
| 2014–2015 | Sannine / Sayfco |
| 2015–2016 | UFA Assurance / U Energy / Malapco / Sayfco / Cafe Pele                                                                        |
| 2016–2017 | سوسيتيه جنرال (S.G.B.L.) / UFA Assurance / U Energy / Sayfco / Malapco / أم تي سي تاتش / Hallab 1881 / برجر كنج                |
| 2016–2017 | سوسيتيه جنرال (S.G.B.L.) / Sayfco / برجر كنج / U Energy / UFA Assurance / Malapco / أم تي سي تاتش / Hallab 1881 / Diwan Beirut |

| Period    | Kit manufacturers |
| --------- | ----------------- |
| –2015     | -                 |
| 2015–2016 |                   |
| 2016–     | نيو بالانس        |

## برنامج كرة السلة للسيدات
فريق هومنتمن أنطلياس هو فريق كرة سلة محترف مقره في أنطلياس ، يلعب في دوري كرة السلة للسيدات (W L B L). إنهم يتنافسون في دوري الدرجة الأولى. في السنوات السابقة، كان الفريق مزدهرًا مع المراكز العليا في القسم 1 للسيدات وكذلك في بطولة كرة السلة العربية للسيدات. فازوا بالدوري اللبناني في مواسم 2015-2016 و 2016-2017 وبطولة الأندية العربية للسيدات في عام 2017.
قائمة 2017/18:
ناتالي سيفاجيان (C) ريبيكا عقل
ليلى فارس فرح الحركية
ساندرا نجم ميجري توروسيان
ماجوي زكاريان لارا كراجيان
جويس صليبا كاترين الحاج بودكيان
بيرلا غطاس ألين تانجوكيان
أبريل سايكس فيكي ماكينتير
المدرب: باتريك سابا
مساعد المدرب: ربيع فرانسيس
الكشافة: جاد مبارك